# Tales Beyond Time
Tales Beyond Time: From Fantasy to Science Fiction (Povești dincolo de timp) este o antologie de povestiri fantasy și science fiction, editată de scriitorii americani L. Sprague de Camp și Catherine Crook de Camp⁠(d). A fost publicată prima dată hardcover de Lothrop Lee & Shepard⁠(d) în 1973, și broșată de William Morrow.  A urmat o ediție mare tipărită de G. K. Hall & Co. în 1974.
Este a doua antologie SF a soților de Camps, după 3000 Years of Fantasy and Science Fiction (1972).
Cartea adună zece povestiri ale diverșilor autori, cu o introducere generală și bibliografie a soților de Camps.

## Cuprins
- "Introduction: Yesterday, Tomorrow, and Maybe"  - „Introducere: ieri, mâine și poate” (L. Sprague de Camp și Catherine Crook de Camp)
- „Icarus” (repovestit de Catherine Crook de Camp )
- „The Boy Who Found Fear⁠(d)” (poveste adunată de I. Kunos⁠(d))[3][4]
- „The Marvelous Powder of Life⁠(d)” (fragment din Țara lui Oz de L. Frank Baum)
- „ Orașul sacru al pisicilor⁠(d) ” (extras din Time Cat de Lloyd Alexander)
- „The Shed” (E. Everett Evans⁠(d) )
- „Ceva strălucitor” (Zenna Henderson⁠(d))
- „The Rocket Man” (E. W. Ludwig)
- „Native Son” (T. D. Hamm)
- „Playmate” (L. A. Croutch)
- „Robbie” (Isaac Asimov)
- "Longer Stories Too Good to Be Missed" - „Povestiri mai lungi prea bune pentru a fi ratate”

### „The Boy Who Found Fear”

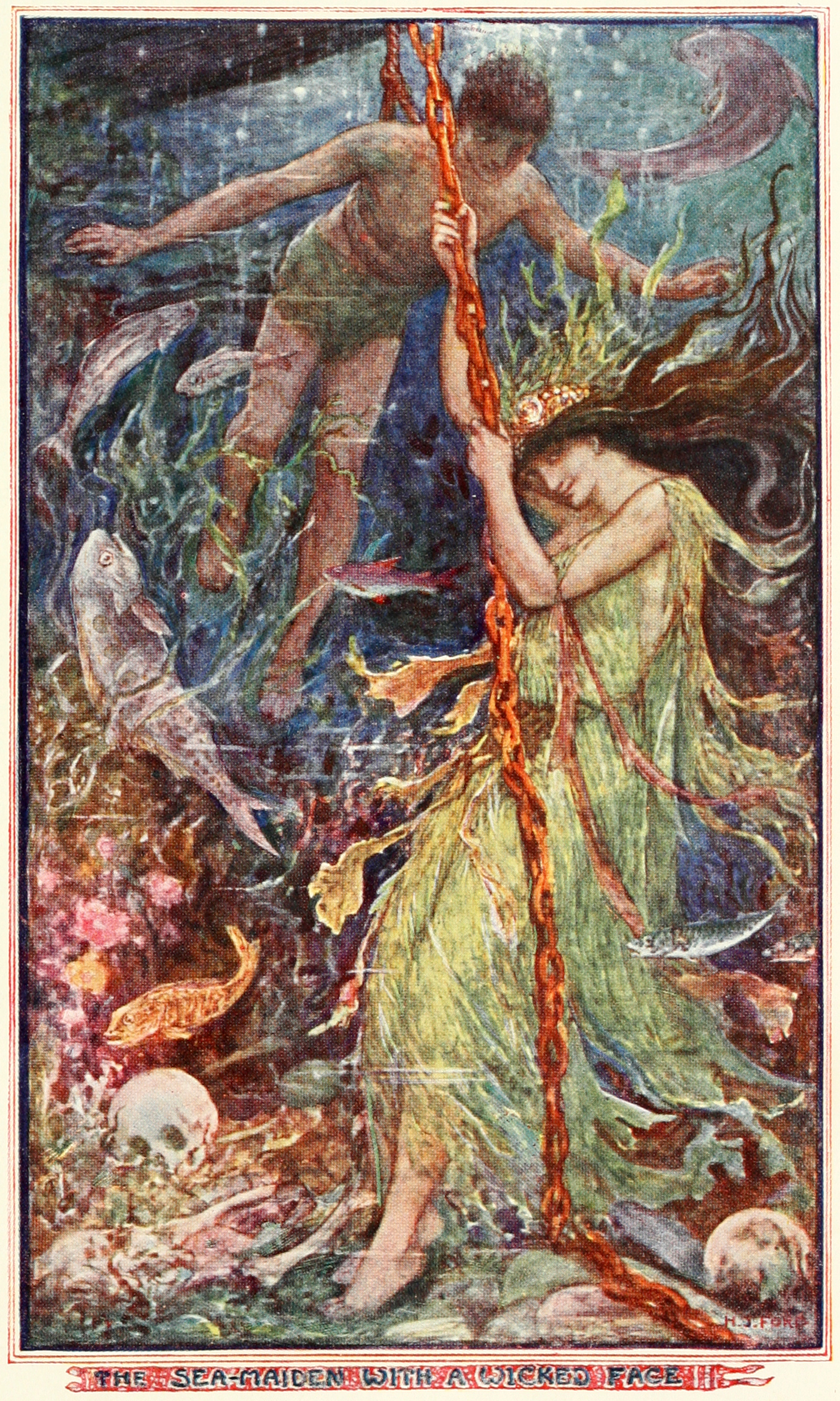
... a găsit sub ape o sirenă târând nava în adâncuri ...

O femeie avea un singur fiu. În timpul unei furtuni, ea i-a spus să închidă ușa pentru că se simțea speriată. A întrebat-o ce vrea să spună. Când ea nu l-a putut face să înțeleagă, el a pornit să găsească frica despre care i-a spus.
A dat peste tâlhari și s-a așezat la focul lor. Când și-au dat seama că nu se teme de ei, i-au dat ingrediente și l-au trimis într-o curte a bisericii să le gătească o prăjitură. O mână din mormânt a cerut-o, dar băiatul a spus că nu dă hrana celor vii morților și a lovit-o cu o lingură. Apoi l-au trimis la un bazin. A găsit acolo un leagăn atârnat peste bazin, cu un copil în el. O fată i-a spus că este fratele ei și l-a întrebat dacă poate să se urce pe umerii lui ca să-l dea jos; când a făcut-o, ea a încercat să-l sugrume cu picioarele. El a aruncat-o și ea a pierdut o brățară pe care el a luat-o.
El a continuat să caute frica. Un evreu i-a cerut brățara, pretinzând că era a lui. Ei au mers în fața unui judecător (kadiu), care a hotărât că niciunul dintre ei nu are dreptul asupra ei și că o va păstra până când unul dintre ei îi va aduce o brățară identică. 
Băiatul a dat peste o navă naufragiată. A înotat și a găsit sub ape o sirenă târând nava în adâncuri. El a eliberat nava și a înlănțuit sirena.
A găsit o grădină în care au zburat trei porumbei care s-au transformat în fecioare, acestea au așezat o masă cu pahare; o fecioară era mâna din cimitir, a doua cea cu brățara, iar a treia sirena. Au ciocnit pentru sănătatea sa. Le-a apărut în față și cele trei i-au dat brățara potrivită.
A continuat multă vreme, dar nu a găsit niciodată frica! Într-o zi a poposit într-un oraș aglomerat. I s-a spus că regele a murit și nu are moștenitor, așa că un porumbel va fi eliberat. Pe oricine se va așeza acesta va fi rege. S-a așezat pe băiat. El a avut o viziune despre el însuși încercând fără succes să-și îmbogățească supușii săraci, pe cei răi să-i facă buni... Se îngrozește, dar au mai eliberat porumbei și toți au zburat spre el.
După ce și-a găsit frica, tânărul a fost de acord să le fie rege.

## Recepție
Elizabeth Haynes în Library Journal⁠(d) notează că, această încercare „de a introduce cititorii în fantasy și science fiction,... această colecție, destinată unui grup de vârstă mai tânăr decât [sic] Tomorrow’s Children de Asimov (Doubleday, 1966), își va găsi un loc în majoritatea colecțiilor”. Ea mai notează că „[un]ele dintre povestiri sunt tragice sau triste, altele sunt înfricoșătoare, iar câteva sunt distractive... Majoritatea povestirilor... nu sunt ușor disponibile în [alte] antologii”.
Mary Virginia Gaver în Instructor scrie: „Adultă ca ton și totuși clasa a șasea ca nivel de lectură, această colecție excelentă ar trebui să fie populară în rândul copiilor; o scurtă bibliografie cu „Povestiri mai lungi prea bune pentru a fi ratate” este un ghid excelent pentru lecturi suplimentare de către profesori și copii deopotrivă.”
O scurtă recenzie în Amra a remarcat că toate povestirile colecției sunt „adecvate pentru introducerea cititorilor mai tineri în domeniu”. 
Theodore Sturgeon, în The New York Times, a asemănat cartea cu un volum similar de fragmente de romane pentru adolescenți din care li s-a permis cândva copiilor să aleagă cărți drept cadouri. „Același gen de lucru s-ar putea face și cu TALES BEYOND TIME,... iar dacă asta ne duce la Lloyd Alexander și la neprețuita sa pisică a timpului Gareth⁠(d) (doar un exemplu), atunci totul este un bonus pentru cel care a dat cadoul.